# Liu Yuanyuan
Liu Yuanyuan (chiń. 柳圆圆; pinyin Liǔ Yuányuán; ur. 17 marca 1982) – chińska biathlonistka, brązowa medalistka mistrzostw świata juniorów w 2000.
Dwukrotna srebrna medalistka: w sprincie drużynowo (7,5 km) oraz w drużynowym biegu patrolowym na 15 km na Zimowych igrzyskach wojskowych w Dolinie Aosty (2010).

## Osiągnięcia

### Mistrzostwa świata
| Rok  | Miejsce         | IN | SP | PU | MS | RL |
| 2003 | Chanty-Mansyjsk | 68 | 63 |    |    | 9  |

### Mistrzostwa świata juniorów
| Rok  | Miejsce    | IN | SP | PU | MS | RL |
| 2000 | Hochfilzen | 47 | 7  | 18 |    | 3  |
| 2002 | Ridnaun    | 4  | 22 | 12 |    |    |

IN – bieg indywidualny, SP – sprint, PU – bieg pościgowy, MS – bieg ze startu wspólnego, RL – sztafeta

### Puchar Świata

#### Miejsca w klasyfikacji generalnej
| Sezon     | Miejsce |
| --------- | ------- |
| 2008/2009 | 71.     |
| 2009/2010 | 73.     |